# Митрополија серска и нигритска
Серска и нигритска митрополија (грч. Μητρόπολις Σερρών και Νιγρίτης) је православна епархија Цариградске патријаршије, са седиштем у граду Серу у источном делу Егејске Македоније (данашња североисточна Грчка). Серска епархија се у изворима помиње већ од 5. века. Првобитно се налазила под врховном јурисдикцијом Солунске архиепископије, а касније је припала Цариградској патријаршији, под чијом је јурисдикцијом остала све до средине 14. века, када су град Сер одвојили Срби. У том граду је 25. децембра 1345. године извршено проглашење српског краља Стефана Душана (1331-1355) за цара. Након проглашења Српске патријаршије (1346), Серска епархија је укључена у њен састав, што је довело до сукоба са Цариградом и избијања српско-грчког црквеног спора (1346—1375). Након Душанове смрти, серском облашћу је завладао деспот Угљеша (1365-1371), чијом је заслугом отпочео процес измирења са Цариградом, након чега је и Серска епархија враћена у састав Цариградске патријршије.
Из састава Серске епархије је 1924. године издвојена Нигритска епархија, која је 1935. године поново обједињена са својом матичном епархијом, која од тада носи назив: Серска и нигритска епархија (грч. Μητρόπολη Σερρών και Νιγρίτης). Почевши од 2003. године, на њеном челу налази се серски митрополит Теологос Апостолидис (грч. Θεολόγος Αποστολίδης).